# Eric Dier
Eric Jeremy Edgar Dier (Cheltenham, 1994. január 15. –) angol válogatott labdarúgó, a Ligue 1-ben szereplő AS Monaco játékosa.

## Pályafutása

### Sporting
Eric Diert a Lisszaboni Nemzetközi Előkészítő Iskolában fedezte fel a Sporting CP felderítője, Miguel Silva. 2010-ben professzionális szerződést írt alá a klubbal. A portugál klub az Arsenal, a Manchester United és a Tottenham Hotspur elől szerezte meg az aláírását, játékjogának 50%-át pedig egy harmadik félnek, a Quality Football Ireland Limitednek értékesítette. 2012 februárjában megvásárolta a fennmaradó 50%-ot is Filipe Chaby eladásakor.
2011 januárjában kölcsönbe került az Evertonhoz. A Sporting CP hivatalos weboldalán kijelentette, hogy a kölcsön "lehetőséget teremt arra, hogy a játékos versenyképesebb és igényesebb környezetben fejlődjön". Dier az Everton U18-as csapatában kapott helyet és megnyerte a 2010-11-es U18-as Premier League kiírását a csapattal. 2011 nyarán további 12 hónapra meghosszabbították kölcsönszerződését az Everton-akadémián.
2012. augusztus 26-án Dier debütált a Sporting B csapatában a portugál másodosztályban. 2012. november 4-én első gólját szabadrúgásból szerezte a Benfica második csapata ellen. 2012. november 11-én mutatkozott be az első csapatban és a portugál élvonalban, tizenöt nappal később pedig első gólját is megszerezte.

### Tottenham

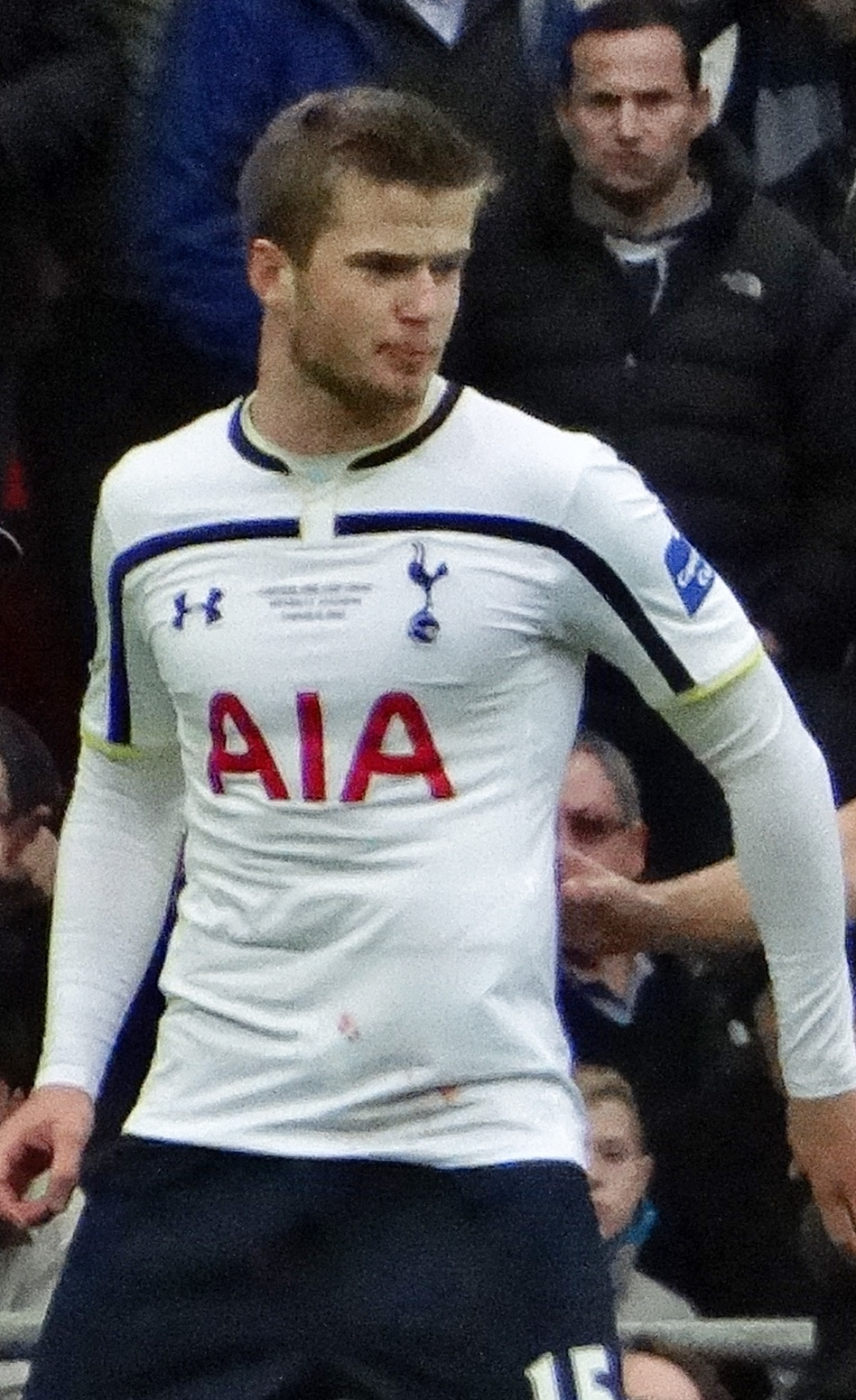
Eric Dier a Tottenham Hotspur csapatában a Chelsea elleni 2–0-re elvesztett 2015-ös ligakupa döntőn

2014. augusztus 2-án a Dier ötéves szerződést írt alá a Tottenham Hotspurrel egy 4 millió fontos üzlet keretében. A 2014-15-ös Premier League-szezon első fordulójában debütált új csapatában. 2015. március 1-jén, a Chelsea elleni Ligakupa-döntőben kezdőként végigjátszotta a 2-0-ra elveszített találkozót.
2015. szeptember 9-én új, 2020 nyaráig szóló szerződést írt alá. A 2015-16-os szezon során a Tottenham edzője, Mauricio Pochettino védekező középpályásként számított rá, Mousa Dembélé párjaként, csapata azonban nagy küzdelemben elveszítette a Leicester City elleni bajnoki versenyfutást. Augusztus 15-én a Stoke City, szeptember 26-án a Manchester City ellen volt eredményes. 2016. szeptember 13-án új, ötéves szerződést írt alá.
A 2016-17-es szezon során Dier visszatért a védelem közepébe, miután a középpályán Victor Wanyama lett az első számú választás, ellenben a Toby Alderweireld Jan Vertonghen védőpáros valamely tagja gyakran küzdött sérüléssel. Ebben az idényben bemutatkozhatott a Bajnokok Ligájában is. Az FA-kupában a harmadik és a negyedik fordulóban is ő viselte a csapatkapitányi karszalagot. 2017. április 1-jén szerezte első szezonbeli gólját a Burnley ellen.
A 2018-19-es szezonban csapatával bejutott a Bajnokok Ligája döntőjébe amit 2-0-ra elveszítettek  a Liverpool ellen.
A 2019-20-as szezon alatt egyre több lehetőségett kapott kezdőként a Mauricio Pochettinot  követő José Mourinho irányítása alatt.Az új edző főként középhátvédként vetette be a koronavírus miatti kényszerszünetet követő meccseken. 2020.júliusában 2024-ig szóló szerződést kötött a Tottenham Hotspurrel. Hosszabbítását a csapatnál azzal indokolta ,hogy a Spurs számára a legmegfelelőbb klub az új posztján való fejlődéséhez.

#### Bayern München
2024. január 11-én megállapodás született a két csapat között, hogy a 2023–2024-es idény második felét a németeknél tölti. 2024 júniusában járt volna le a kölcsönszerződése, azonban tartalmazott egy egyéves, végleges szerződés opciót, amennyiben eléri a szükséges minimálisan előírt számú mérkőzést. Január 24-én debütált az Union Berlin ellen 1–0-ra megnyert bajnoki találkozón. Március 1-jén teljesítette a vásárlási opcióban rögzített pályára lépeseket, majd megerősítették, hogy a szezon végén egyéves szerződést kötnek.
2025. április 16-án megszerezte első gólját a klub színeiben az Internazionale elleni 2–2-es idegenbeli döntetlen során az UEFA-bajnokok ligája negyeddöntőjének visszavágóján. Április 26-án az 1. FSV Mainz 05 ellen 3–0-ra megnyert mérkőzésen első gólját szerezte meg a bajnokságban. Május 2-án jelentették be, hogy nem kívánja a szezon végén lejáró szerződését meghosszabbítani.

### AS Monaco
2025. május 14-én az AS Monaco bejelentette leigazolását, szerződése három évre szól.

## Statisztika
2017. augusztus 27-én frissítve

### Klubokban
| Klub              | Szezon           | Bajnokság        | Bajnokság       | Bajnokság | Kupa            | Kupa  | Ligakupa        | Ligakupa | Európa          | Európa | Összesen        | Összesen |
| Klub              | Szezon           | Bajnokság        | Pályára lépések | Gólok     | Pályára lépések | Gólok | Pályára lépések | Gólok    | Pályára lépések | Gólok  | Pályára lépések | Gólok    |
| ----------------- | ---------------- | ---------------- | --------------- | --------- | --------------- | ----- | --------------- | -------- | --------------- | ------ | --------------- | -------- |
| Sporting CP B     | 2012–2013        | Segunda Liga     | 7               | 2         | —               | —     | —               | —        | —               | —      | 7               | 2        |
| Sporting CP B     | 2013–2014        | Segunda Liga     | 9               | 0         | —               | —     | —               | —        | —               | —      | 9               | 0        |
| Sporting CP B     | Összesen         | Összesen         | 16              | 2         | —               | —     | —               | —        | —               | —      | 16              | 2        |
| Sporting CP       | 2012–2013        | Primeira Liga    | 14              | 1         | 0               | 0     | 1               | 0        | 0               | 0      | 15              | 1        |
| Sporting CP       | 2013–2014        | Primeira Liga    | 13              | 0         | 0               | 0     | 3               | 0        | —               | —      | 16              | 0        |
| Sporting CP       | Összesen         | Összesen         | 27              | 1         | 0               | 0     | 4               | 0        | 0               | 0      | 31              | 1        |
| Tottenham Hotspur | 2014–2015        | Premier League   | 28              | 2         | 1               | 0     | 3               | 0        | 4               | 0      | 36              | 2        |
| Tottenham Hotspur | 2015–2016        | Premier League   | 37              | 3         | 4               | 1     | 1               | 0        | 9               | 0      | 51              | 4        |
| Tottenham Hotspur | 2016–2017        | Premier League   | 36              | 2         | 4               | 0     | 1               | 0        | 7               | 0      | 48              | 2        |
| Tottenham Hotspur | 2017–2018        | Premier League   | 3               | 0         | 0               | 0     | 0               | 0        | 0               | 0      | 3               | 0        |
| Tottenham Hotspur | Összesen         | Összesen         | 104             | 7         | 9               | 1     | 5               | 0        | 20              | 0      | 138             | 8        |
| Karrier Összesen  | Karrier Összesen | Karrier Összesen | 147             | 10        | 9               | 1     | 9               | 0        | 20              | 0      | 185             | 11       |

### Válogatottban
2022. december 22-én frissítve.
| Válogatott | Év       | Pályára lépések | Gólok |
| ---------- | -------- | --------------- | ----- |
| Anglia     | 2015     | 2               | 0     |
| Anglia     | 2016     | 13              | 2     |
| Anglia     | 2017     | 8               | 1     |
| Anglia     | 2018     | 15              | 0     |
| Anglia     | 2019     | 2               | 0     |
| Anglia     | 2020     | 5               | 0     |
| Anglia     | 2022     | 4               | 0     |
| Összesen   | Összesen | 49              | 3     |

### Góljai az angol válogatottban
2017. szeptember 4-én frissítve
| #  | Dátum               | Helyszín                                  | Ellenfél    | Gólja | Végeredmény | Kiírás               |
| -- | ------------------- | ----------------------------------------- | ----------- | ----- | ----------- | -------------------- |
| 1. | 2016. március 26.   | Olimpiai Stadion, Berlin, Németország     | Németország | 3–2   | 3–2         | Barátságos mérkőzés  |
| 2. | 2016. június 11.    | Stade Vélodrome, Marseille, Franciaország | Hollandia   | 1–0   | 1–1         | 2016-os Eb           |
| 3. | 2017. szeptember 4. | Wembley Stadion, London, Anglia           | Szlovákia   | 0–1   | 0–2         | 2018-as vb-selejtező |